# Itzendorf
Itzendorf (früher auch Itschendorp) war eine Ansiedlung im ostfriesischen Wattenmeer mit Hafen, die nach zwei schweren Sturmfluten 1721 ausgedeicht wurde. Heute findet man nur noch, als sozusagen letzten Überbleibsel, die sogenannte Itzendorfplate vor. Diese ist zwischen dem Nordseeheilbad Norddeich und der Insel Juist gelegen. Der Ort ist wahrscheinlich Stammsitz der Häuptlingsfamilie Idzinga, die später in der Stadt Norden zu großem Besitz kam und im Ort bis in das 15. Jahrhundert eine vorherrschende Stellung einnahm. Die Sporenräder im Norder Wappen stammen aus dem Wappen der Häuptlingsfamilie.

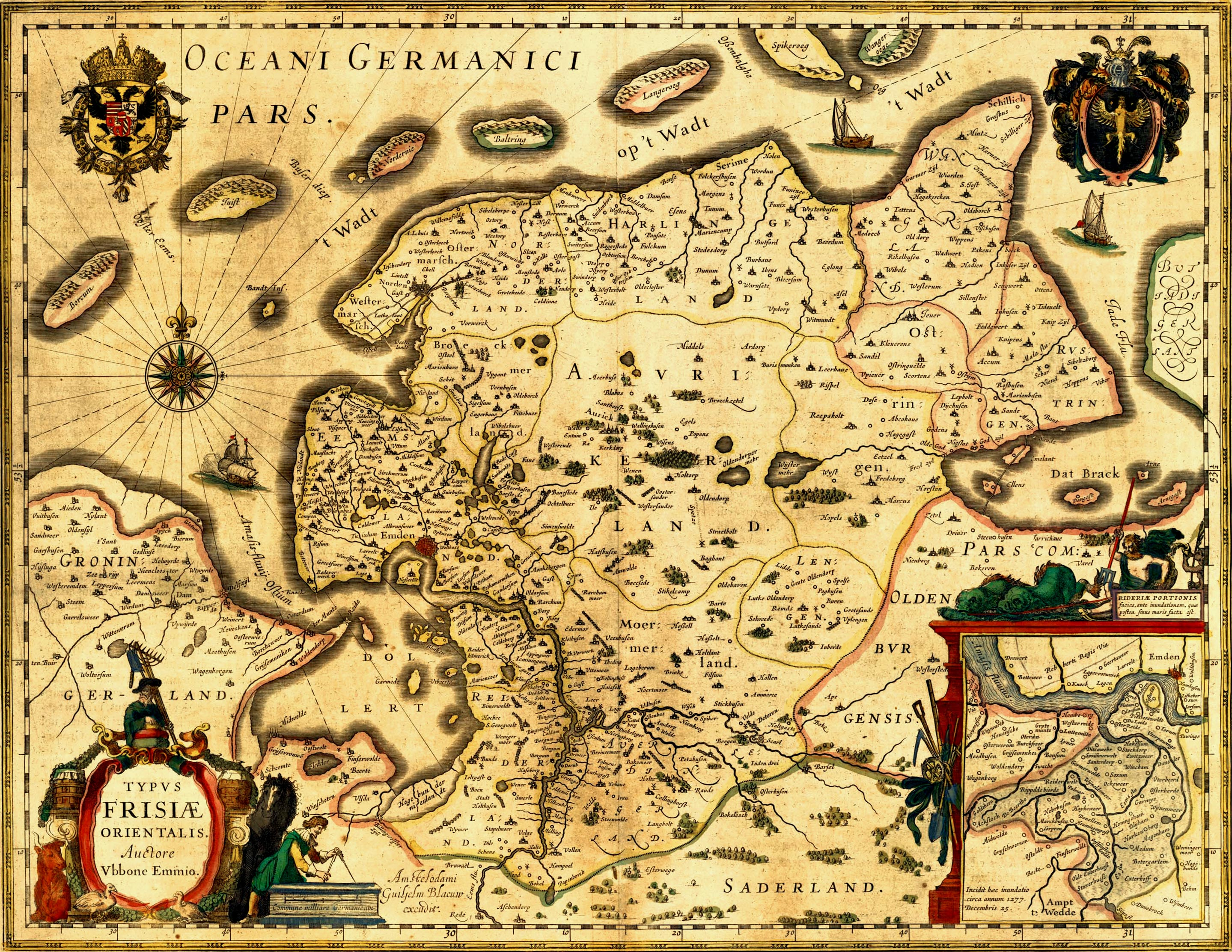
Ostfriesland um 1600, gezeichnet von Ubbo Emmius. Itschendorp/Itzendorf befindet sich nördlich der Leybucht, westlich von Norden.

## Geschichte
Itzendorf war ein Zentrum der Torfsalzgewinnung in Ostfriesland. Hierbei wurden Torflagerstätten im Watt bei Ebbe abgebaut und der so gewonnene Torf an Land gebracht, getrocknet und anschließend verbrannt. Aus der Asche wurde dann in weiteren Arbeitsschritten ein graufarbenes Salz, welches unter der Bezeichnung „Friesensalz“ gehandelt wurde, erzeugt.
Vermutlich beschleunigte der Torfabbau im Wattenmeer die Erosion der Küste. Die Landfläche im Deichvorland wurde abgesenkt und diese damit den Sturmfluten stärker ausgesetzt.
Bei der schweren Weihnachtsflut im Jahre 1717 wurde der zwischen Norddeich und Utlandshörn verlaufende Westermarscher Seedeich schwer beschädigt und an sechs Stellen völlig durchbrochen. Vier dieser Deichbrüche befanden sich im Gebiet um den Ort. Viele Einwohner fanden dabei den Tod und die Bausubstanz wurde schwer beschädigt. Zunächst versuchten die überlebenden Bewohner, ihr Dorf wieder zu sichern. Die tiefen Kolke, die sich an mehreren Deichbrüchen gebildet hatten, erschwerten die Reparatur der Deiche. Drei Jahre später richtet die Neujahrsflut (31. Dezember 1720 bis 1. Januar 1721) an der Nordsee verheerende Schäden an. Itzendorf wurde dabei völlig zerstört. Nach erfolglosen Instandsetzungsversuchen wurde die alte Deichlinie 1721 endgültig aufgegeben, der südlich des Ortes gelegene Notdeich zum Seedeich ausgebaut und Itzendorf damit ausgedeicht.
In unmittelbarer Nähe des untergegangenen Dorfes entstand spätestens ab 1780 ein rund 20 Meter langer Nachfolgebau für den Hafen, der bis 1840 genutzt wurde. Östlich davon entwickelte sich seit dem Ende des 18. Jahrhunderts ein weiterer Hafen, der zunächst als Fischerhausen (…) am sogenannten Norddeich bezeichnet wurde, die Keimzelle des heutigen Norddeich.
An das ehemalige Dorf erinnern heute die Itzendorfer Plate, eine Untiefe vor der Norder Küste in Höhe des Ortsteils Westermarsch I, sowie eine Siedlung im Ortsteil, die den Namen Itzendorf trägt.